# Công giáo tại Mông Cổ
Giáo hội Công giáo ở Mông Cổ là một phần của Giáo hội Công giáo Hoàn vũ, dưới sự lãnh đạo tinh thần của Giáo hoàng ở Vatican. Có khoảng 1.300 người Công giáo ở đất nước được nhóm hịp thành các cộng đoàn thuộc ba nhà thờ ở thủ đô Ulaanbaatar, cộng với các nhà thờ ở Darkhan, Arvaikheer, Erdenet và các điểm truyền giáo có thể phát triển thành nhà thờ.
Công giáo lần đầu tiên được giới thiệu vào thế kỷ 13 vào thời đế chế Mông Cổ, nhưng đã chết với sự sụp đổ của triều đại nhà Nguyên vào năm 1368. Hoạt động truyền giáo mới chỉ được đặt sau Chiến tranh Nha phiến lần thứ Hai vào giữa thế kỷ 19. Một phái đoàn được thành lập cho vùng Ngoại Mông, cho Mông Cổ quyền hạn trong giáo hội Công giáo lần đầu tiên, nhưng tất cả công việc đã chấm dứt trong vòng một năm khi một chế độ Cộng sản lên nắm quyền.
Với sự ra đời của nền dân chủ vào năm 1991, các nhà truyền giáo Công giáo đã trở lại và xây dựng lại nhà thờ từ đầu. Tính đến năm 2016, có một Hạt Phủ doãn Tông Tòa, một giám mục, sáu nhà thờ và quan hệ ngoại giao giữa Tòa Thánh và Mông Cổ kể từ ngày 4 tháng 4 vnăm 1992.
Giám mục Wenceslao Padilla, Giám mục Phủ doãn Tông Tòa Tiên khởi qua đời vào ngày 25 tháng 9 năm 2018 sau 26 năm phục vụ ở Mông Cổ, mười lăm năm trong số đó với vai trò giám mục. Hiện nay, vẫn chưa có thông báo từ Tòa Thánh và Giáo hoàng Phanxicô về việc bổ nhiệm Giám mục kế nhiệm ông.